# Бей-Робертс
Бей-Робертс (англ. Bay Roberts) — містечко в Канаді, у провінції Ньюфаундленд і Лабрадор.

## Населення
За даними перепису 2016 року, містечко нараховувало 6012 осіб, показавши зростання на 3,3%, порівняно з 2011-м роком. Середня густина населення становила 249,9 осіб/км².
З офіційних мов обидвома одночасно володіли 255 жителів, тільки англійською — 5 760. Усього 35 осіб вважали рідною мовою не одну з офіційних.
Працездатне населення становило 55,7% усього населення, рівень безробіття — 13,6% (17% серед чоловіків та 10% серед жінок). 88,8% осіб були найманими працівниками, а 9,9% — самозайнятими.
Середній дохід на особу становив $43 184 (медіана $30 966), при цьому для чоловіків — $57 229, а для жінок $30 736 (медіани — $43 666 та $23 648 відповідно).
22,6% мешканців мали закінчену шкільну освіту, не мали закінченої шкільної освіти — 23%, 54,3% мали післяшкільну освіту, з яких 23,4% мали диплом бакалавра, або вищий.
| Статево-вікова структура населення | Статево-вікова структура населення | Статево-вікова структура населення | Статево-вікова структура населення | Статево-вікова структура населення |
| ---------------------------------- | ---------------------------------- | ---------------------------------- | ---------------------------------- | ---------------------------------- |
|                                    |                                    |                                    |                                    |                                    |
| Всього                             | Всього                             | 48,0%52,0%                         |                                    |                                    |
| 0 — 14 років                       | 0 — 14 років                       |                                    | 17,5%                              | 17,5%                              |
| 15 — 64 років                      | 15 — 64 років                      |                                    | 63,7%                              | 63,7%                              |
| 65 і більше                        | 65 і більше                        |                                    | 18,8%                              | 18,8%                              |
| 85 і більше                        | 85 і більше                        |                                    | 1,2%                               | 1,2%                               |
| Середній вік (років)               | Середній вік (років)               | 41,842,7                           | 42,2                               | 42,2                               |
| Медіана (років)                    | Медіана (років)                    | 43,644,9                           | 44,3                               | 44,3                               |
| — чоловіки — жінки                 |                                    |                                    |                                    |                                    |

| Походження мешканців:     | Походження мешканців:     | Походження мешканців: | Походження мешканців: | Походження мешканців: |
| ------------------------- | ------------------------- | --------------------- | --------------------- | --------------------- |
| Походження                |                           |                       | осіб                  | %                     |
| Корінні американці        | Корінні американці        |                       | 155                   | 2.6%                  |
| Інше північноамериканське | Інше північноамериканське |                       | 4 115                 | 69.04%                |
| Європейське               | Європейське               |                       | 2 405                 | 40.35%                |
| британське                | британське                |                       | 2 350                 | 39.43%                |
| французьке                | французьке                |                       | 20                    | 0.34%                 |
| українське                | українське                |                       | 10                    | 0.17%                 |
| Латинськоамериканське     | Латинськоамериканське     |                       | 20                    | 0.34%                 |
| Азійське                  | Азійське                  |                       | 70                    | 1.17%                 |

| Зайнятість населення за галузями (за класифікацією NOC): | Зайнятість населення за галузями (за класифікацією NOC): | Зайнятість населення за галузями (за класифікацією NOC): | Зайнятість населення за галузями (за класифікацією NOC): | Зайнятість населення за галузями (за класифікацією NOC): |
| -------------------------------------------------------- | -------------------------------------------------------- | -------------------------------------------------------- | -------------------------------------------------------- | -------------------------------------------------------- |
|                                                          |                                                          |                                                          |                                                          |                                                          |
| Управління                                               | Управління                                               |                                                          | 7,1%                                                     | 7,1%                                                     |
| Бізнес, фінанси та адміністрування                       | Бізнес, фінанси та адміністрування                       |                                                          | 10,2%                                                    | 10,2%                                                    |
| Природничі та прикладні науки                            | Природничі та прикладні науки                            |                                                          | 4,3%                                                     | 4,3%                                                     |
| Охорона здоров'я                                         | Охорона здоров'я                                         |                                                          | 6,1%                                                     | 6,1%                                                     |
| Освіта, правозахист, муніципальні та урядові служби      | Освіта, правозахист, муніципальні та урядові служби      |                                                          | 13,4%                                                    | 13,4%                                                    |
| Мистецтво, культура, відпочинок та спорт                 | Мистецтво, культура, відпочинок та спорт                 |                                                          | 1,9%                                                     | 1,9%                                                     |
| Роздрібна торгівля та послуги                            | Роздрібна торгівля та послуги                            |                                                          | 23,4%                                                    | 23,4%                                                    |
| Гуртова торгівля, транспорт та обладнання                | Гуртова торгівля, транспорт та обладнання                |                                                          | 24,7%                                                    | 24,7%                                                    |
| Природні ресурси, сільське господарство                  | Природні ресурси, сільське господарство                  |                                                          | 4,6%                                                     | 4,6%                                                     |
| Виробництво                                              | Виробництво                                              |                                                          | 4,5%                                                     | 4,5%                                                     |

## Клімат
Середня річна температура становить 5,3°C, середня максимальна – 19,5°C, а середня мінімальна – -9,5°C. Середня річна кількість опадів – 1 355 мм.
| Клімат поселення                              | Клімат поселення | Клімат поселення | Клімат поселення | Клімат поселення | Клімат поселення | Клімат поселення | Клімат поселення | Клімат поселення | Клімат поселення | Клімат поселення | Клімат поселення | Клімат поселення | Клімат поселення |
| Показник                                      | Січ.             | Лют.             | Бер.             | Квіт.            | Трав.            | Черв.            | Лип.             | Серп.            | Вер.             | Жовт.            | Лист.            | Груд.            |                  |
| Середній максимум, °C                         | 0,71             | 0,13             | 2,88             | 7,08             | 11,29            | 15,42            | 18,37            | 19,50            | 15,67            | 11,08            | 6,72             | 2,11             |                  |
| Середня температура, °C                       | −4,08            | −4,67            | −1,89            | 2,28             | 6,49             | 10,64            | 15,21            | 16,32            | 12,47            | 7,89             | 3,55             | −1,07            |                  |
| Середній мінімум, °C                          | −8,86            | −9,45            | −6,67            | −2,52            | 1,72             | 5,84             | 12,02            | 13,15            | 9,32             | 4,73             | 0,38             | −4,25            |                  |
| Норма опадів, мм                              | 125              | 114              | 112              | 108              | 92               | 100              | 96               | 89               | 130              | 139              | 122              | 128              |                  |
| Середньомісячна швидкість вітру, м/с          | 7.95             | 7.35             | 6.95             | 6.38             | 5.69             | 5.31             | 5.18             | 5.20             | 5.79             | 6.58             | 7.17             | 7.80             |                  |
| Середньомісячна сонячна радіація, кДж/м²·день | 3976             | 6767             | 10593            | 14028            | 17098            | 19054            | 19138            | 16089            | 12041            | 7206             | 4158             | 3056             |                  |
| --------------------------------------------- | ---------------- | ---------------- | ---------------- | ---------------- | ---------------- | ---------------- | ---------------- | ---------------- | ---------------- | ---------------- | ---------------- | ---------------- | ---------------- |
| Джерело:                                      |                  |                  |                  |                  |                  |                  |                  |                  |                  |                  |                  |                  |                  |